# 波波池

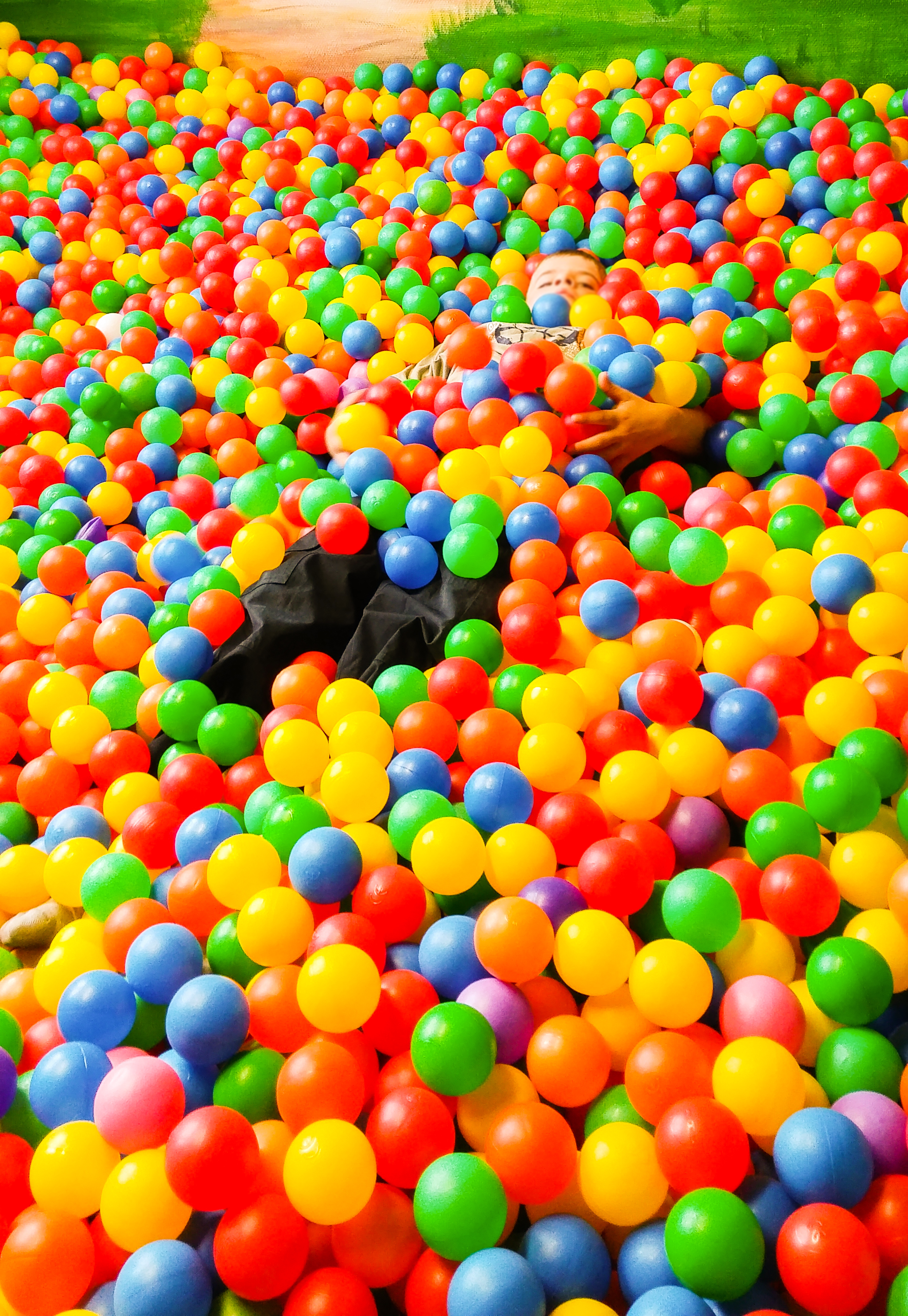
在波波池上的小朋友

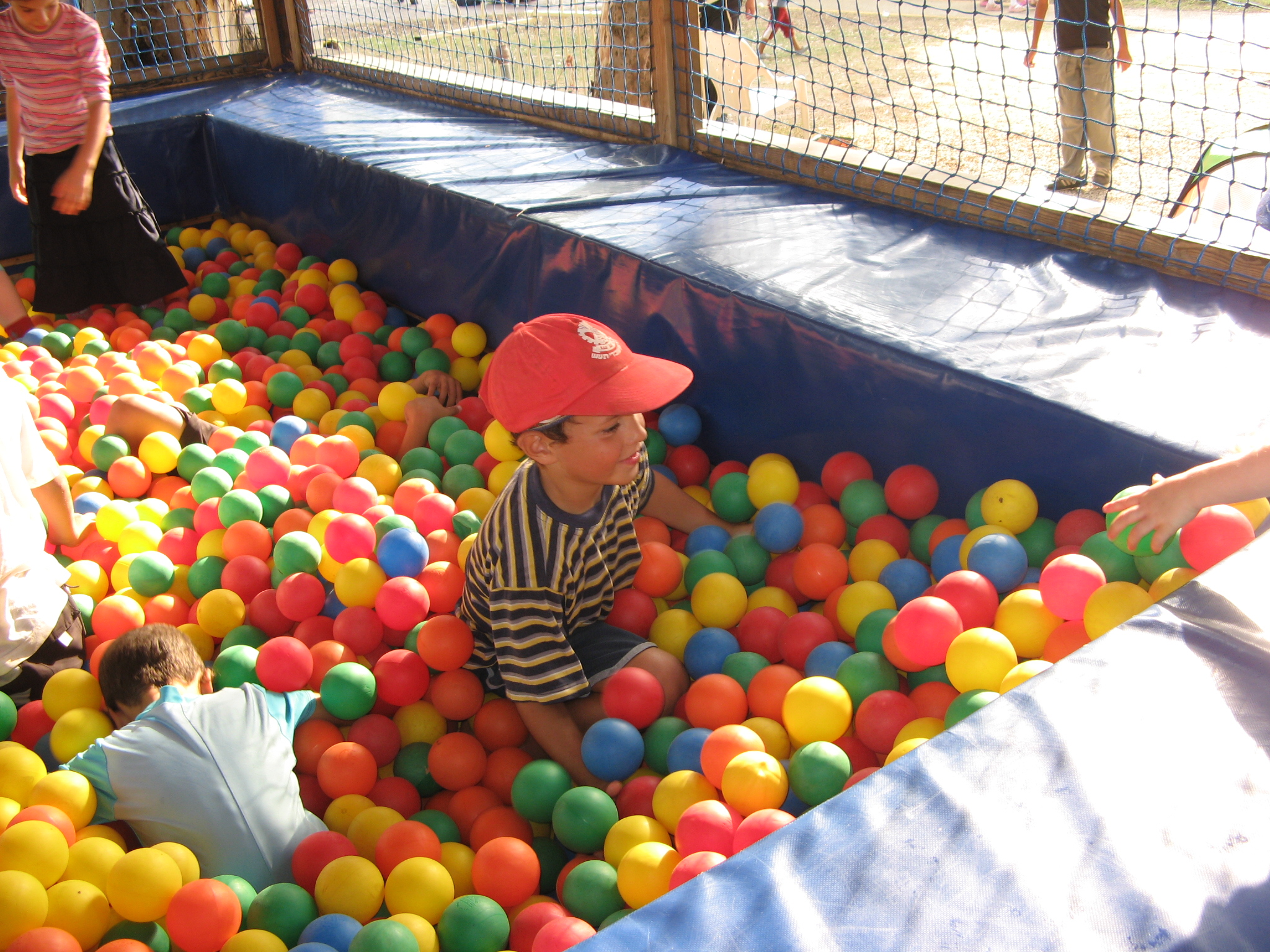
兒童在波波池上玩耍

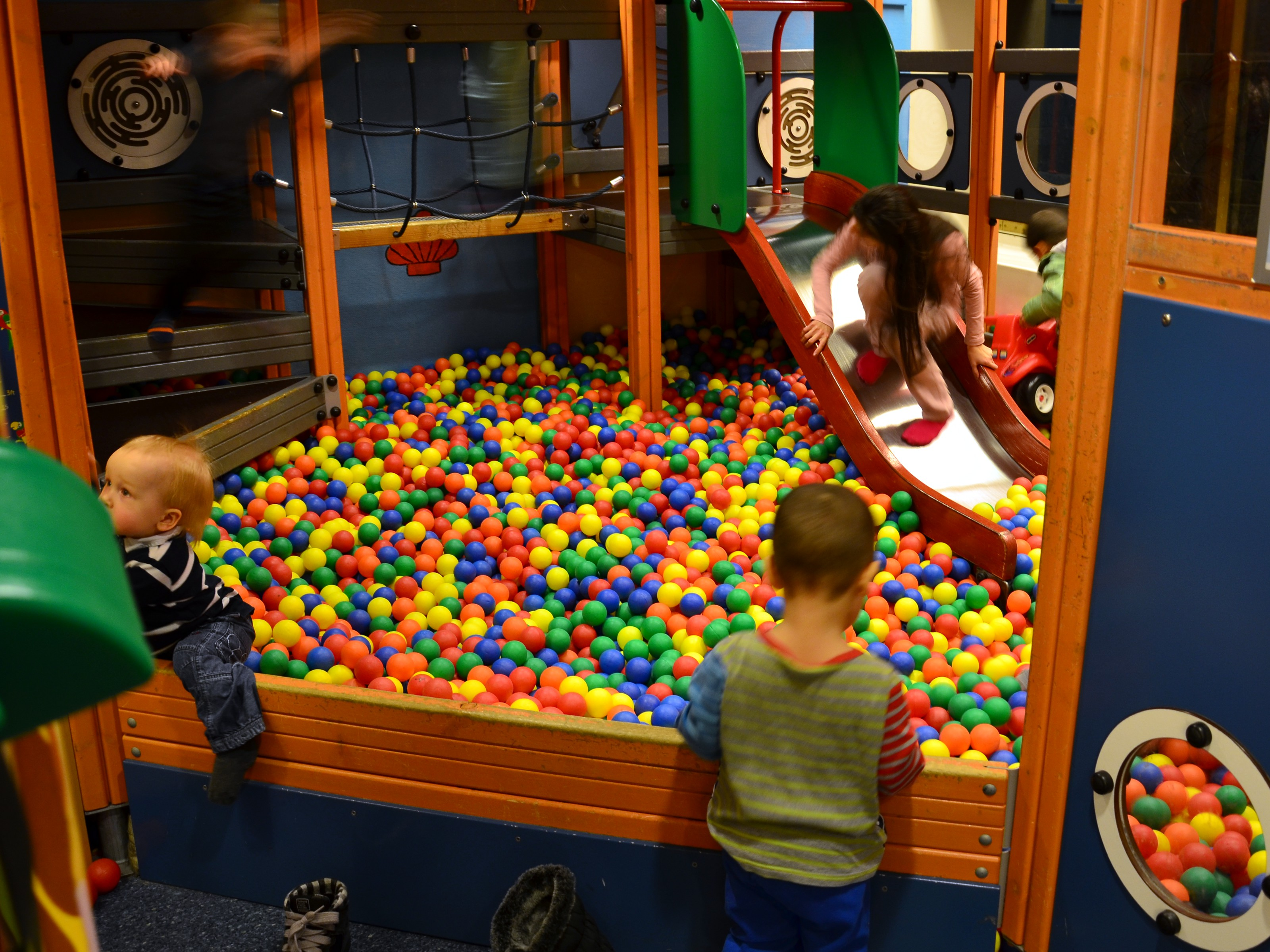
大型波波池

波波池（英語：或Ball pool）是一個凹陷的位置上佈滿彩色小膠球的池，這些球的直徑一般不大於3吋（7.6厘米）。除了小膠球外，亦可以使用其他球體物，如氣球。波波池通常是專供小朋友玩樂的地方。
波波池一般會在幼兒中心、 嘉年华、乐园、休憩中心、快餐店，大型電子遊戲機中心和派對房間（Party Room）等出現。
除此之外，波波池亦會被租用作派對，亦有廠商出售家用的小型版。雖然波波池在傳統上是供小朋友玩樂的，但亦有一些大型波波池足以讓大人參與其中。
部份波波池亦會連同彈床一起安裝上，亦有一些設計是將整個波波池由彈床完全包圍。